# Trigonomima gibbera
Trigonomima gibbera là một loài ruồi trong họ Asilidae. Trigonomima gibbera được Shi miêu tả năm 1992. Loài này phân bố ở miền Ấn Độ - Mã Lai.